# Perinoia transversalis
Perinoia transversalis är en insektsart som beskrevs av Metcalf 1962. Perinoia transversalis ingår i släktet Perinoia och familjen spottstritar. Inga underarter finns listade i Catalogue of Life.